# Los Yesares Y Laguna De Tortajada
Los Yesares Y Laguna De Tortajada este o arie protejată (arie specială de conservare — SAC, sit de importanță comunitară — SCI) din Spania întinsă pe o suprafață de 2.772,28 ha, integral pe uscat.

## Localizare
Centrul sitului Los Yesares Y Laguna De Tortajada este situat la coordonatele 40°24′21″N 1°02′55″W / 40.4057°N 1.04855°V.

## Înființare
Situl Los Yesares Y Laguna De Tortajada a fost declarat sit de importanță comunitară în iulie 2000 pentru a proteja 2 specii de animale. Situl a fost protejat și ca arie specială de conservare în februarie 2021.

## Biodiversitate
Situată în ecoregiunea mediteraneană, aria protejată conține 4 habitate naturale: Vegetație gipsofilă iberică (Gypsophiletalia), Păduri endemice cu Juniperus spp., Păduri de Quercus ilex și Quercus rotundifolia, Pajiști alpine și subalpine calcaroase.
La baza desemnării sitului se află mai multe specii protejate:
- mamifere (1): vidră de râu (Lutra lutra)
- pești (1): Achondrostoma arcasii

Pe lângă speciile protejate, pe teritoriul sitului au mai fost identificate 3 specii de plante, 10 specii de păsări, 4 specii de amfibieni, 2 specii de mamifere, 1 specie de pești, 1 specie de reptile.